# بعد الغروب
بعد الغروب (بالإنجليزية: After the Sunset)‏ هو فيلم أكشن كوميدي أمريكي من إخراج بريت راتنر وبطولة بيرس بروسنان، سلمى حايك، وودي هارلسون، دون شيدل وناعومي هاريس، صدر الفيلم في 12 نوفمبر 2004.